# Jadovka
Jadovka (en rus: Жадовка) és un poble (un possiólok) de l'óblast d'Uliànovsk, a Rússia, que el 2017 tenia 1.629 habitants. Pertany al districte de Barix.